# 科尔尼亚克
科尔尼亚克（法語：Cornillac，法語發音：[kɔʁnijak]）是法国德龙省的一个市镇，属于尼永斯区。

## 地理
科尔尼亚克（44°26'35"N, 5°23'11"E）面积19.44 平方千米，位于法国奥弗涅-罗讷-阿尔卑斯大区德龙省，该省份为法国东南部内陆省份，北起顺时针与伊泽尔省、上阿尔卑斯省、上普罗旺斯阿尔卑斯省、沃克吕兹省和阿尔代什省接壤。
与科尔尼亚克接壤的市镇（或旧市镇、城区）包括：罗桑、拉沙尔斯、乌勒河畔科尔尼永、波姆罗勒、雷米扎、罗捷、韦尔克洛斯。

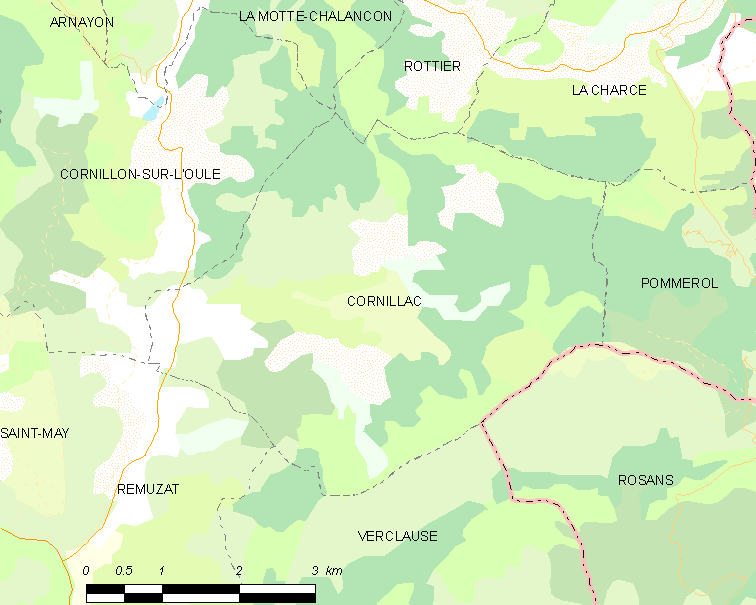
科尔尼亚克的OSM定位图

科尔尼亚克的时区为UTC+01:00、UTC+02:00（夏令时）。

## 行政
科尔尼亚克的邮政编码为26510，INSEE市镇编码为26104。

## 政治
科尔尼亚克所属的省级选区为尼永斯-巴罗尼县。

## 人口

1962-2008年间科尔尼亚克人口变化图示

科尔尼亚克于2022年1月1日时的人口数量为90人。